# Adam Karczewski

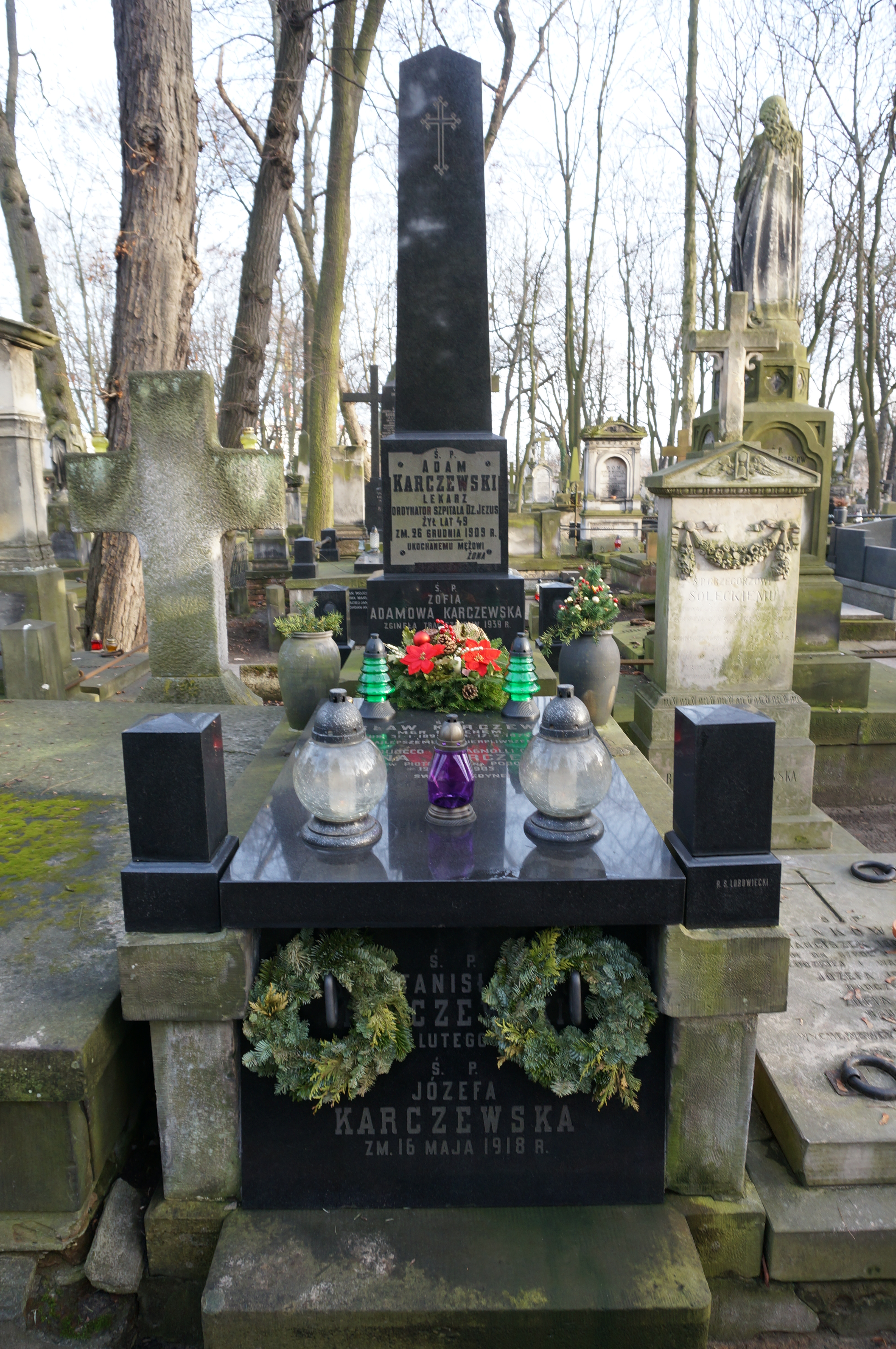
Grób Adama Karczewskiego na warszawskim Cmentarzu Powązkowskim

Adam Karczewski (ur. 1860 w Warszawie, zm. 1910 w Warszawie) – polski lekarz chirurg.

## Życiorys
Gimnazjum ukończył w Płocku, następnie przez trzy lata studiował na Cesarskim Uniwersytecie Warszawskim.
W 1884 ukończył Akademię Lekarską w Petersburgu. Był lekarzem wojskowym w Baku. Od 1889 pracował jako asystent Władysława Krajewskiego w Warszawie. Pełnił stanowisko ordynatora Szpitala Dzieciątka Jezus w Warszawie. 
Ogłosił kilka prac i rozpraw naukowych, m.in. O ciąży śródmiąższowej (1907), ogłoszona na Konkursie Warszawskiego Towarzystwa Lekarskiego. Przetłumaczył: Krótki podręcznik chorób kobiecych Alfreda Dührssena i Wykład chirurgii operacyjnej Emil Theodora Kochera. Swoje prace publikował w „Kronice Lekarskiej“, „Medycynie“ i „Przeglądzie Chirurgicznym“.
Jego kuzynką była Stanisława Wroncka, nauczycielka, radna Radomia, działaczka społeczna.
Został pochowany na cmentarzu Powązkowskim (kwatera 4-2-9).